# Apollo 18
Apollo 18 (bra: Apollo 18; prt: Apollo 18 - Missão Proibida) é um filme estadunidense-canadense de terror e ficção científica de 2011 escrito por Brian Miller, dirigido por Gonzalo López-Gallego e co-produzido por Timur Bekmambetov e Michele Wolkoff. Sua premissa é de que a cancelada missão Apollo 18 realmente pousou na Lua em dezembro de 1974, mas nunca retornou e, como resultado, os Estados Unidos nunca lançaram outra expedição à Lua. O filme é filmado no estilo found footage, usando imagens supostamente "perdidas" da expedição.
Apollo 18 é o primeiro filme em inglês de López-Gallego. Após várias mudanças na data de lançamento, o filme foi lançado nos Estados Unidos, Reino Unido e Canadá em 2 de setembro de 2011. No entanto, as datas de lançamento em outros territórios variam. O filme recebeu críticas principalmente negativas, com a maioria dos críticos comparando-o negativamente a Paranormal Activity, The Blair Witch Project e Alien.

## Sinopse
Em dezembro de 1974, (dois anos após a Apollo 17), a tripulação da Apollo 18 é informada de que agora prosseguirá como uma missão ultrassecreta do Departamento de Defesa. À noite, o comandante Nathan Walker, o tenente-coronel John Grey e o capitão Ben Anderson são lançados em direção à Lua, com o objetivo de colocar detectores de mísseis para alertar os EUA de um possível ataque da URSS.
Gray permanece em órbita a bordo do módulo de comando Freedom enquanto Walker e Anderson pousam no Polo Sul da Lua no módulo Liberty, em 25 de dezembro. Enquanto plantam os detectores PSD5, a dupla recolhe amostras de rochas, as quais Anderson descreve como "estranhas". Ao fundo, a câmera captura uma rocha se movendo em uma cratera próxima. Depois de retornar à Liberty, os astronautas ouvem barulhos do lado de fora e a câmera do sensor de movimento captura uma pequena pedra se movendo nas proximidades. Houston afirma que os ruídos são interferência dos detectores. No dia seguinte, Anderson encontra uma amostra de rocha no chão da Liberty, apesar de tê-las guardado. Durante a configuração dos detectores, Anderson descobre pegadas que os levam a um módulo de pouso soviético manchado de sangue e abandonado (mas ainda funcional). Anderson explora uma cratera próxima, descrevendo o solo como "mais macio". Dentro da cratera, ele encontra um cosmonauta morto e um capacete espacial quebrado. Walker questiona Houston sobre a presença soviética, mas é dito apenas que ignore e continue com a missão. Enquanto estão dormindo, Walker é acordado por ruídos estranhos e escuta algo batendo no módulo de pouso.
No dia seguinte, Walker e Anderson percebem que a bandeira que plantaram desapareceu. Tendo completado sua missão, a dupla se prepara para partir, mas o lançamento é abortado quando a Liberty sofre um violento abalo. Uma inspeção revela danos extensos ao módulo. Walker encontra os restos da bandeira nas proximidades; a câmera com sensor de movimento também sumiu, e o rover tombou de lado. Ele então encontra rastros não humanos próximos ao módulo e os cita como evidência de vida extraterrestre. Walker sente algo se movendo dentro de seu traje e fica horrorizado quando uma criatura aracnídea rasteja pelo interior de seu capacete; ele desaparece de vista e Anderson o encontra inconsciente do lado de fora da Liberty. Walker mais tarde nega os eventos. Uma ferida é descoberta em seu peito, e Anderson remove uma rocha lunar de dentro dele. Depois de remover a pedra, Walker a esmaga com um martelo, contaminando a nave. A dupla se vê incapaz de contatar Houston ou Grey devido ao aumento dos níveis de interferência de uma fonte desconhecida.
Anderson especula que o verdadeiro propósito do "detector ICBM" é monitorar os alienígenas e que é a fonte da interferência. Anderson e Walker tentam desligar o dispositivo, apenas para descobrir que ele foi destruído, com os mesmos rastros não humanos ao seu redor. Walker mostra sinais de uma infecção em desenvolvimento, como descoloração das veias (possivelmente causada por necrose), olhos injetados de sangue e comportamento paranoico. As câmeras capturam uma amostra de rocha se movendo no interior da Liberty, revelando que os alienígenas estão camuflados como rochas lunares. Cada vez mais delirante, Walker tenta destruir as câmeras com um martelo, mas acidentalmente danifica outros controles, causando uma despressurização. Percebendo que a nave soviética é sua única fonte de oxigênio, a dupla segue até lá com o rover. Walker fica agitado, acreditando que não deveria deixar a Lua por causa do risco de espalhar a infecção na Terra, e faz com que o veículo capote. À medida que o rover tomba, a câmera capta vislumbres das grandes rochas espaciais, que começam a crescer pernas semelhantes à artrópodes.
Anderson acorda e rastreia Walker até uma cratera. Walker é puxado para dentro da cratera pelas criaturas. Anderson o persegue, mas é confrontado pelos alienígenas e foge para o módulo soviético; usando seu rádio para entrar em contato com o Controle da Missão da URSS, que o conecta ao Departamento de Defesa. O vice-secretário informa a Anderson que eles não podem permitir que ele retorne à Terra, admitindo que estão cientes da situação e acreditam incorretamente que ele também está infectado. Anderson consegue entrar em contato com Grey e fazem arranjos para Anderson retornar à Freedom. Anderson prepara a sonda para o lançamento, mas Walker chega, revelando que sobreviveu ao encontro alienígena e exige que Anderson o deixe entrar. No entanto, agora ele está completamente psicótico e quando Anderson se recusa, Walker tenta quebrar a janela da sonda com um martelo. Antes que possa entrar no veículo, ele é cercado por alienígenas que quebram seu capacete e o matam; seu corpo é arrastado por uma criatura muito maior.
Anderson consegue lançar a nave, mas o Departamento de Defesa diz a Grey que Anderson está infectado e ordena que ele aborte o resgate ou a comunicação (sem a qual o módulo de comando não poderá retornar à Terra) será cortada. Os motores do módulo de pouso desligam quando ele entra em órbita; enquanto está em baixa gravidade, pequenas rochas dentro da nave flutuam no ar, algumas das quais se revelam alienígenas. Anderson é atacado e infectado, impedindo-o de controlar o veículo. Grey avisa Anderson que ele está se aproximando muito rápido, e a filmagem termina abruptamente, implicando que houve uma colisão.
O filme termina com uma declaração dando o destino "oficial" dos astronautas, descrevendo-os como mortos em vários acidentes que deixaram seus corpos irrecuperáveis. Um epílogo observa que várias das centenas de amostras de rochas recolhidas das missões Apollo anteriores, dadas a dignitários, agora estão desaparecidas.

## Elenco
- Warren Christie como Capitão Benjamin "Ben" Anderson
- Lloyd Owen como Comandante Nathan "Nate" Walker
- Ryan Robbins como Tenente-Coronel John “Johnny” Grey
- Andrew Airlie como CAPCOM (Thomas Young)
- Michael Kopsa como vice-secretário de Defesa

## Produção
O filme foi gravado em Vancouver, Canadá. A NASA também foi "minimamente envolvida com este filme", mas se recusou a ir mais longe com o projeto. No Brasil, o filme foi distribuido pela Playarte.

## Lançamento
Apollo 18 foi lançado em 2 de setembro de 2011 em vários países. Originalmente programado para 5 de fevereiro de 2010, data em que o filme de lançamento foi transferido oito vezes durante o ano (incluindo a 18 de junho de 2010, 15 de outubro de 2010, 4 de março de 2011, 22 de abril de 2011, 8 de julho de 2011, 6 de janeiro de 2012, 26 de agosto de 2011 e 2 de setembro de 2011)
[Films [Dimension]] se recusou a exibir o filme para a imprensa e colocou um embargo comentário sobre o filme até que foi lançado em 2 de setembro de 2011. .

### Bilheteria
Até 24 de novembro de 2011, Apollo 18 ganhou US$ 17 687 709 no mercado interno, além de US$ 8 548 444 no exterior para uma renda mundial de US$ 26 236 153 contra um orçamento de US$ 5 milhões, tornando-se um sucesso financeiro. Em sua abertura num fim de semana, Apollo 18 foi exibido em 3 328 cinemas e abriu em terceiro lugar, ganhando US$ 8 704 271, com uma média de US$ 2 615 por cinema.

### Recepção
Apesar de ter atingido sucesso financeiro, o filme recebeu criticas mistas e negativas. No agregador de críticas Rotten Tomatoes, o filme recebeu uma pontuação de 24% “podre” com base em 75 críticas, com uma classificação média de 4/10 e o consenso: “Uma cópia chata e sem suspense de Atividade Paranormal que parece longo, mesmo com apenas 90 minutos.” O Metacritic, que dá uma pontuação agregada entre 0 e 100, dá ao filme uma nota 24 com base em 19 críticas, o que indica “críticas geralmente desfavoráveis”.